# Nemanja Gudelj
Nemanja Gudelj (cyr. Немања Гудељ, ur. 16 listopada 1991 w Belgradzie) – serbski piłkarz, grający na pozycji pomocnika w hiszpańskim klubie Sevilla oraz w reprezentacji Serbii. Uczestnik Mistrzostw Świata 2022 oraz Mistrzostw Europy 2024.

## Kariera klubowa
Swoją karierę piłkarską Gudelj rozpoczął w klubie BSV Boeimeer. Następnie został zawodnikiem NAC Breda. W 2009 roku awansował do kadry pierwszego zespołu NAC. 15 sierpnia 2010 zadebiutował w Eredivisie w przegranym 1:3 wyjazdowym meczu z FC Utrecht. W NAC występował do końca sezonu 2012/2013.
Latem 2013 Gudelj został sprzedany za 2,5 miliona euro do AZ Alkmaar. W zespole z Alkmaaru swój debiut zaliczył 3 sierpnia 2013 w przegranym 2:4 wyjazdowym spotkaniu z sc Heerenveen.
Latem 2015 Gudelj został zawodnikiem Ajaxu Amsterdam. Zadebiutował w nim 9 sierpnia 2015 w wygranym 3:0 wyjazdowym meczu z AZ. W meczu tym strzelił gola.

## Kariera reprezentacyjna
Gudelj grał w młodzieżowych reprezentacjach Serbii na różnych szczeblach wiekowych. W 2008 roku zagrał z reprezentacją Serbii na Mistrzostwach Europy U-17. W dorosłej reprezentacji Serbii zadebiutował 5 marca 2014 w wygranym 2:1 towarzyskim meczu z Irlandią, rozegranym w Dublinie. W 89. minucie tego meczu zmienił Antonio Rukavinę.

## Statystyki

### Klubowe
Stan na 16 lutego 2023
| Klub                 | Sezon              | Liga               | Ligi krajowe | Ligi krajowe | Puchary krajowe | Puchary krajowe | Europejskie puchary | Europejskie puchary | Inne    | Inne | Razem   | Razem |
| Klub                 | Sezon              | Liga               | Występy      | Gole         | Występy         | Gole            | Występy             | Gole                | Występy | Gole | Występy | Gole  |
| -------------------- | ------------------ | ------------------ | ------------ | ------------ | --------------- | --------------- | ------------------- | ------------------- | ------- | ---- | ------- | ----- |
| NAC Breda            | 2009/10            | Eredivisie         | 0            | 0            | 0               | 0               | –                   | –                   | –       | –    | 0       | 0     |
| NAC Breda            | 2010/11            | Eredivisie         | 29           | 2            | 4               | 0               | –                   | –                   | –       | –    | 33      | 2     |
| NAC Breda            | 2011/12            | Eredivisie         | 16           | 1            | 1               | 0               | –                   | –                   | –       | –    | 17      | 1     |
| NAC Breda            | 2012/13            | Eredivisie         | 34           | 5            | 3               | 0               | –                   | –                   | –       | –    | 37      | 5     |
| NAC Breda            | Razem              | Razem              | 79           | 8            | 8               | 0               | 0                   | 0                   | 0       | 0    | 87      | 8     |
| AZ Alkmaar           | 2013/14            | Eredivisie         | 29           | 5            | 5               | 0               | 14                  | 1                   | 5       | 1    | 53      | 7     |
| AZ Alkmaar           | 2014/15            | Eredivisie         | 32           | 11           | 4               | 1               | –                   | –                   | –       | –    | 36      | 12    |
| AZ Alkmaar           | Razem              | Razem              | 61           | 16           | 9               | 1               | 20                  | 3                   | 0       | 0    | 149     | 32    |
| Ajax                 | 2015/16            | Eredivisie         | 34           | 4            | 2               | 0               | 10                  | 1                   | –       | –    | 46      | 5     |
| Ajax                 | 2016/17            | Eredivisie         | 6            | 2            | 0               | 0               | 7                   | 0                   | –       | –    | 13      | 2     |
| Ajax                 | Razem              | Razem              | 40           | 6            | 2               | 0               | 17                  | 1                   | 0       | 0    | 59      | 7     |
| Tianjin Teda         | 2017               | Super League       | 19           | 1            | 1               | 0               | –                   | –                   | –       | –    | 20      | 1     |
| Guangzhou Evergrande | 2018               | Super League       | 11           | 2            | 0               | 0               | 6                   | 1                   | 1       | 0    | 18      | 3     |
| Sporting CP          | 2018/19            | Primeira Liga      | 27           | 1            | 7               | 0               | 5                   | 0                   | 4       | 0    | 43      | 1     |
| Sevilla FC           | 2019/20            | Primera Division   | 24           | 0            | 4               | 0               | 10                  | 0                   | –       | –    | 38      | 0     |
| Sevilla FC           | 2020/21            | Primera Division   | 30           | 0            | 6               | 0               | 7                   | 0                   | 1       | 0    | 44      | 0     |
| Sevilla FC           | 2021/22            | Primera Division   | 21           | 0            | 4               | 0               | 3                   | 0                   | –       | –    | 28      | 0     |
| Sevilla FC           | 2022/23            | Primera Division   | 19           | 2            | 5               | 0               | 7                   | 1                   | –       | –    | 31      | 3     |
| Sevilla FC           | Razem              | Razem              | 94           | 2            | 19              | 0               | 27                  | 1                   | 1       | 0    | 141     | 3     |
| Ogólnie w karierze   | Ogólnie w karierze | Ogólnie w karierze | 331          | 36           | 46              | 1               | 69                  | 4                   | 11      | 1    | 458     | 42    |

### Reprezentacyjne
| Reprezentacja | Rok     | Mecze | Bramki |
| ------------- | ------- | ----- | ------ |
| Serbia        | 2014    | 9     | 1      |
| Serbia        | 2015    | 2     | 0      |
| Serbia        | 2016    | 5     | 0      |
| Serbia        | 2017    | 6     | 0      |
| Serbia        | 2018    | 0     | 0      |
| Serbia        | 2019    | 3     | 0      |
| Serbia        | 2020    | 8     | 0      |
| Serbia        | 2021    | 11    | 0      |
| Serbia        | 2022    | 4     | 0      |
| Ogólnie       | Ogólnie | 48    | 1      |